# Élisabeth de Nuremberg
Élisabeth de Nuremberg, née en 1358 et morte le 26 juillet 1411 à Heidelberg, est une princesse de la maison de Hohenzollern, fille du burgrave Frédéric V de Nuremberg. Elle fut reine de Germanie et électrice consort palatine, l'épouse du roi Robert Ier.

## Origine et famille
Élisabeth est la première fille de Frédéric V (v.1333-1398), burgrave de Nuremberg depuis 1357, et de son épouse Élisabeth (1329-1375), elle-même fille du margrave Frédéric II de Misnie. 
Son père, un allié fidèle de l'empereur Charles IV, est nommé prince du Saint-Empire en 1363. Après son abdication en 1397, les frères d'Élisabeth, Jean III et Frédéric VI prennent la succession : ensemble, ils gouvernent sur le burgraviat de Nuremberg ; peu tard, le premier devient prince de Kulmbach, tandis que le second devient prince d'Ansbach puis le premier électeur de Brandebourg issu de la maison de Hohenzollern. Parmi les sœurs d'Élisabeth est Béatrice qui épousa le duc Albert III d'Autriche.

## Mariage et descendance
Le 27 juin 1374 à Amberg (Haut-Palatinat), Élisabeth épousa Robert III (1352-1410), fils de l'électeur Robert II du Palatinat issu de la maison de Wittelsbach. Conformément au traité de Pavie conclu en 1329, la branche aînée des Wittelsbach régna sur le palatinat du Rhin ; par la bulle d'or promulgué par l'empereur Charles IV en 1356, elle a reçu les droits électoraux et le rang de vicaire impérial. 
L'union d'Élisabeth et Robert donna naissance à six fils et trois fils :
- Robert Pipan (1375-1397) qui en 1392 épousa Élisabeth, fille du comte Simon III de Sponheim ;
- Marguerite (1376-1434) qui en 1393 épousa le duc Charles II de Lorraine ;
- Frédéric (1377-1401) ;
- Louis III (1378-1436), électeur palatin à partir de 1410 ; en 1402, il épousa Blanche de Lancastre, fille du roi Henri IV d'Angleterre, veuf il épousa en 1417 Mathilde, fille d'Amédée de Savoie-Achaïe ;
- Agnès (1379-1404) qui en 1400 épousa Adolphe Ier, fils du comte duc de Clèves
- Élisabeth (1381-1408) qui en 1406 épousa le duc Frédéric IV d'Autriche ;
- Jean (1383-1443), comte palatin de Neumarkt dans le Haut-Palatinat à partir de 1410 ; en 1407, il épousa Catherine, fille du duc Warcisław VII de Poméranie dont il eut Christophe de Bavière, roi de Suède ; veuf il épousa en 1428 sa cousine Béatrice, fille du duc  Ernest de Bavière et veuve du comte Hermann III Celje ;
- Étienne (1385-1459), comte palatin de Simmern-Deux-Ponts à partir de 1410 ; en 1410, il épousa Anne, fille du comte Frédéric III de Veldenz ;
- Othon (1390-1461), comte palatin de Mosbach ; en 1430 il épousa sa cousine Jeanne, fille du duc Henri XVI de Bavière.

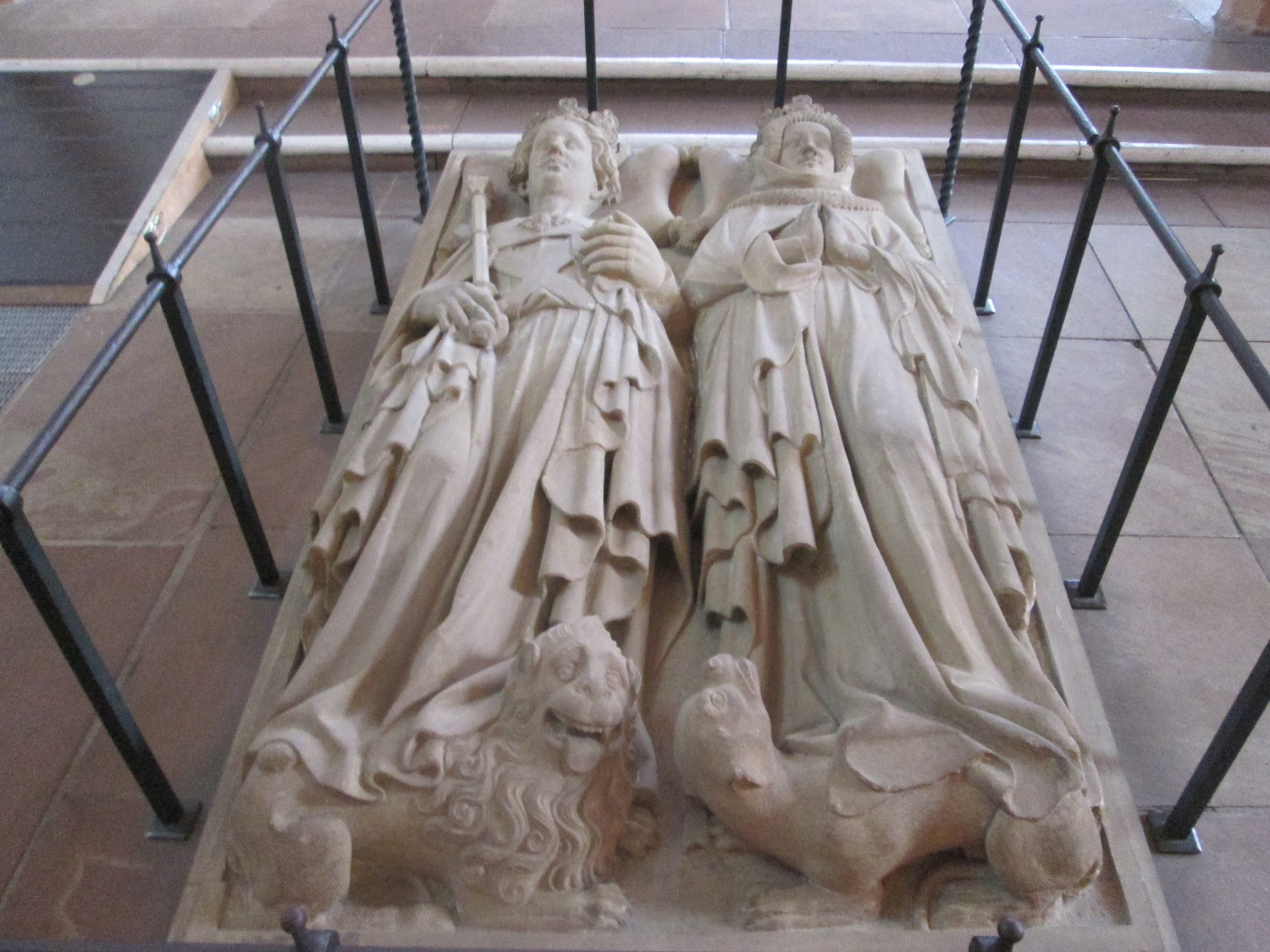
Tombeau de Robert et Élisabeth.

Après la mort de son père en 1398, Robert III tenait le palatinat à titre de fief impérial. En 1400, il s'est allié avec les princes-électeurs rhénans pour déposer le roi Venceslas. Immédiatement après, le 21 août 1400, il a été élu roi des Romains au trône royal de Rhens. Sa domination resta cependant fragile, bien qu'il a pu agrandir son propre territoire. Il fit construire l'l'église du Saint-Esprit non loin de son château de Heidelberg, où sa femme et lui sont enterrés.
Élisabeth est morte en 1411, un an seulement après le décès de son mari, à l'âge de 53 ans.